# Sandlapper 200 1969
Sandlapper 200 1969 var ett stockcarlopp ingående i Nascar Grand National Series (nuvarande Nascar Cup Series) som kördes 18 september 1969 på den 0,5 mile (804,672 m) långa ovalbanan Columbia Speedway i Cayce, en förort till Columbia i South Carolina. Totalt avverkades 100 miles (160,934 km) fördelat på 200 varv. Banunderlaget var dirt. Loppet vanns av Bobby Isaac i en Dodge på tiden 1:25.26 körande för K&K Insurance Racing. Thompsons snitthastighet uppgick till 70,23 mph. Prispotten uppgick till 6 975 dollar, varav 1 100 dollar gick till segraren.

## Resultat
| Plc     | Nr | Förare           | Team/ bilägare           | Konstruktör | Start | Varv | Ledda varv |
| ------- | -- | ---------------- | ------------------------ | ----------- | ----- | ---- | ---------- |
| 1       | 71 | Bobby Isaac      | K&K Insurance Racing     | Dodge       | 2     | 200  | 69         |
| 2       | 43 | Richard Petty    | Petty Enterprises        | Ford        | 1     | 200  | 131        |
| 3       | 48 | James Hylton     | Hylton Engineering       | Dodge       | 9     | 196  | 0          |
| 4       | 4  | John Sears       | DeWitt Racing            | Ford        | 3     | 195  | 0          |
| 5       | 56 | Eldon Yarbrough  | Lyle Stelter             | Ford        | 23    | 194  | 0          |
| 6       | 64 | Elmo Langley     | Langley-Woodfield Racing | Ford        | 13    | 190  | 0          |
| 7       | 70 | J.D. McDuffie    | McDuffie Racing          | Buick       | 11    | 189  | 0          |
| 8       | 34 | Wendell Scott    | Scott Racing             | Ford        | 17    | 187  | 0          |
| 9       | 47 | Cecil Gordon     | Seifert Racing           | Ford        | 4     | 187  | 0          |
| 10      | 45 | Bill Seifert     | Seifert Racing           | Ford        | 7     | 186  | 0          |
| 11      | 10 | Bill Champion    | Champion Racing          | Ford        | 10    | 181  | 0          |
| 12      | 76 | Ben Arnold       | Don Culpepper            | Ford        | 16    | 178  | 0          |
| 13      | 25 | Jabe Thomas      | Robertson Racing         | Plymouth    | 12    | 176  | 0          |
| 14      | 04 | Ken Meisenhelder | Ken Meisenhelder         | Oldsmobile  | 15    | 175  | 0          |
| 15      | 09 | E.J. Trivette    | E.C. Reid                | Chevrolet   | 14    | 169  | 0          |
| 16      | 19 | Henley Gray      | Harry Melton             | Ford        | 18    | 169  | 0          |
| 17      | 57 | Johnny Halford   | Ervin Pruitt             | Dodge       | 21    | 166  | 0          |
| 18      | 0  | Frank Warren     | Don Tarr                 | Chevrolet   | 5     | 108  | 0          |
| 19      | 17 | David Pearson    | Holman Moody             | Ford        | 6     | 82   | 0          |
| 20      | 06 | Neil Castles     | Neil Castles             | Plymouth    | 20    | 45   | 0          |
| 21      | 16 | Paul Dean Holt   | Dennis Holt              | Mercury     | 22    | 34   | 0          |
| 22      | 8  | Ed Negre         | GC Spencer Racing        | Plymouth    | 8     | 13   | 0          |
| 23      | 08 | Wayne Gillette   | E.C. Reid                | Chevrolet   | 19    | 3    | 0          |
| Källor: |    |                  |                          |             |       |      |            |